# George Ziets

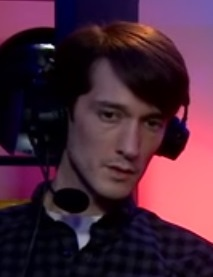
George Ziets

George Ziets ist ein US-amerikanischer Spieleentwickler. Zu seinen bekanntesten Arbeiten zählt die Erweiterung Mask of the Betrayer des Computer-Rollenspiels Neverwinter Nights 2 und das Action-Rollenspiel Dungeon Siege 3.

## Karriere

### Ausbildung und Einstieg in die Spieleindustrie
George Ziets beendete sein Studium an der Georgetown University mit einem Abschluss in Psychologie und verbrachte die späteren 1990er auf einer Graduate School. Er studierte Psychologie und Film und erwarb einen Master-Abschluss der University of Maryland, bevor er sich einer Karriere in der Spieleindustrie zuwandte. Ziets erste bekannte Publikation in der Spieleindustrie war ein Artikel mit dem Titel The Mightiest of Dragons für die Geburtstagsausgabe #158 des Dragon Magazine aus dem Jahr 1990. 2001 sicherte er seine erste Anstellung in der Spieleindustrie bei den Westwood Studios, wo er als Autor an dem kurzlebigen Science-Fiction-MMORPG Earth & Beyond arbeitete. 2004 wurde Ziets von Turbine, Inc. angestellt und arbeitete als Designer an Der Herr der Ringe Online und Dungeons & Dragons Online.

### Wechsel zu Obsidian
2006 zog Ziets nach Südkalifornien und erhielt eine Anstellung als Designer bei Obsidian Entertainment. Er wurde während der Entwicklung des Computer-Rollenspiels Neverwinter Nights 2 eingestellt und wurde nach der Fertigstellung des Spiels zum Creative Lead für die erste Erweiterung zu Neverwinter Night 2 mit dem Titel Mask of the Betrayer ernannt. Ziets war hauptverantwortlich für die kreative Ausrichtung des Add-ons, einschließlich der Konzeption der Charaktere und der Handlung. Mask of the Betrayer wurde 2007 veröffentlicht und erhielt überwiegend positive Kritiken, gelobt wurden unter anderem die Handlung und die narrativen Elemente.
Ziets verließ Obsidian 2008 und verbrachte ein Jahr als Lead Quest Designer für The Elder Scrolls Online bei ZeniMax Online Studios, kehrte 2009 jedoch wieder zu Obsidian zurück und übernahm die Aufgabe als Creative Lead für das Action-Rollenspiel Dungeon Siege 3 und dessen Download-Erweiterung Dungeon Siege 3: Treasures of the Sun. Er entwarf ein hundertseitiges Konzeptbuch, das dem Entwicklungsteam als Arbeitsgrundlage diente, erweiterte den fiktionalen Kanon der Dungeon-Siege-Spielwelt und gab der Serie damit eine neue Ausrichtung. Während der Entwicklung von Dungeon Siege 3 trug Ziets weiterhin als Autor zu dem postapokalyptischen Rollenspiel Fallout: New Vegas bei. 2011 wurde er hierfür mit seinen Autorenkollegen von der Writers Guild of America in der Kategorie Best Videogame Writing für den Writers Guild of America Award nominiert.
Er verließ Obsidian 2012 nach der Einstellung eines in der Entwicklung befindlichen Projekts, wurde im gleichen Jahr jedoch als freier Mitarbeiter in der Rolle eines Story-Designers für Obsidians teilweise über die Crowdfunding-Plattform Kickstarter finanziertes Projekt Project Eternity verpflichtet. 2013 stieß er als freier Area Designer zu inXiles Projekt Torment: Tides of Numenera, im April 2014 wurde er Festangestellter und übernahm die Position des Lead-Level-Designers für das Projekt.

## Designphilosophie
Ziets ist ein Befürworter von Handlungs- und Entscheidungsfreiheit in Computerspielen. Die Besonderheit von Computerspielen liege demnach in der Interaktivität, die Erzählung eines Spieles teile sich auf zwischen Entwickler und Spieler. Ziel müsse es daher sein, den Spieler möglichst gleichberechtigt in diesen Austausch aufzunehmen, indem ihm möglichst viele Entscheidungsmöglichkeiten geboten würden.

“I prefer to focus on meaningful player choices. An overarching storyline can be essentially linear, but the player can be offered critical choices at pre-defined points in that storyline. (And by critical choices, I’m talking about choices that have visibly different consequences, or lead to branches in the story structure.) That way, the design team maintains control over the number of possible outcomes and paths, while players understand that their choices matter, and result a distinctly different experience. And *all* choices should have consequences, or they shouldn’t be offered at all.”

„Ich bevorzuge es, mich auf bedeutungsvolle Entscheidungen für den Spieler zu fokussieren. Ein übergreifender Handlungsbogen kann im Kern linear sein, aber dem Spieler können an vordefinierten Stellen der Handlung bedeutsame Entscheidungen angeboten werden. (Und bei bedeutsamen Entscheidungen meine ich Entscheidungen, die sichtbar unterschiedliche Konsequenzen haben oder zu Verzweigungen in der Handlungsstruktur führen.) Auf diese Weise behält das Designteam die Kontrolle über die Zahl der möglichen Ergebnisse und Lösungswege, während die Spieler das Gefühl erhalten, dass ihre Entscheidungen bedeutsam sind und eine erkennbar unterschiedliche Spielerfahrung bewirken. Und *alle* diese Entscheidungen sollten Konsequenzen haben oder sie sollten besser gar nicht erst angeboten werden.“

Auch die Freiheit bei der Wahl und Gestaltung des eigenen Charakters ohne Vorgaben durch den Entwickler bezeichnet Ziets als Beispiel für eine solche Entscheidungsfreiheit. Zu seinen Zielen gehöre weiterhin, dem Spieler neuartige, unvorhersehbare Entscheidungen und Wendungen zu präsentieren, da diese den Erinnerungswert eines Spielerlebnisses steigerten. Wichtig sei auch, die Balance zwischen allen Bereichen (Gameplay, Erzählung, Art Design) zu wahren, da jeder Bereich gleich wichtig sei.

## Ludografie
- Earth and Beyond (2002)
- Der Herr der Ringe Online
- Dungeons & Dragons Online
- Neverwinter Nights 2 (2006)
- Neverwinter Nights 2: Mask of the Betrayer (2007)
- Fallout: New Vegas (2010)
- Dungeon Siege 3 (2011)
- Pillars of Eternity (2015)
- Torment: Tides of Numenera (2017)